# Богдан А801
Богда́н А801 — 15-ти метровий український низькопідлоговий автобус з колісною формулою 6x2, випущений Луцьким автомобільним заводом.

## Опис
Богдан А801 - міський напівнизькопідлоговий автобус з несучим кузовом вагонної компоновки. Автобус оснащений дизельним двигуном DEUTZ  TCD2013  L06  4V з турбонаддувом і інтеркулером об'ємом 7,1507 л, потужністю 290 к.с. (213 кВт), а також автоматичними коробками передач VOITH Diwa D 854.5 або Allison T325R. Підвіска передніх коліс - незалежна пневматична, задніх - залежна, пневматична.

## Модифікації
- Богдан А80110 - міський автобус. У машині застосовані агрегати німецької фірми DEUTZ  і італійської VOITH і відповідають екологічним вимогам Євро-3.  У салоні автобуса розташовано 38 або 40 місць, в залежності від їх планування, а загальна пасажиромісткість автобуса становить 146 місць.[1]

- Богдан А80111 - міський автобус. Автобус оснащується дизельним двигуном Deutz TCD 2013 L06 4V об'ємом 7,14 потужністю 290 к.с. (213 кВт), що відповідає екологічним вимогам Євро-4.  У салоні автобуса розташовано 40 місць, а загальна пасажиромісткість автобуса становить 147 місць.[2]

- Богдан А80190 - автобус для обслуговування аеропортів. У машині застосовані агрегати німецької фірми DEUTZ  і італійської VOITH і відповідають екологічним вимогам Євро-2. Автобус має салон на 150 місць (16 – для сидінь), вихід на обидві сторони і спеціальну площадку для багажу.[3]